# Nearktis

Die Nearktis

Die Nearktis ist eine der acht biogeographischen Großregionen der Erde.
Sie umfasst fast das gesamte Nordamerika, Grönland und das Hochland von Mexiko. Hingegen gehören Südmexiko, Süd-Florida, Zentralamerika und die karibischen Inseln zusammen mit Südamerika zur Neotropis.
Nord- und Südamerika, die heute am Isthmus von Panama verbunden sind, waren vor ca. 180 Millionen Jahren getrennt und entwickelten so sehr unterschiedliche Arten von Pflanzen und Tieren.
Beim Auseinanderbrechen des Superkontinentes Pangaea blieb Nordamerika mit Eurasien verbunden und wurde dadurch Teil des neu entstanden nördlichen Superkontinents Laurasia, während Südamerika Teil des südlichen Superkontinents Gondwana wurde. Durch die Öffnung des Atlantischen Ozeans trennten sich Nordamerika und Europa.
Nordamerika wurde später durch Landbrücken mit Asien (Beringia) und Südamerika (Isthmus von Panama) verbunden. Dies erlaubte einen Artenaustausch zwischen den Kontinenten, den sogenannten Großen Amerikanischen Austausch (Great American Interchange).
Dadurch teilen sich die Nearktis und die Paläarktis eine Vielzahl von Tier- und Pflanzenarten. Die beiden biogeographischen Regionen werden deswegen auch zu einer gemeinsamen holarktischen Region verbunden.
Viele große Tiere, z. B. Pferde, Kamele, Mammuts, Mastodons, frühe Bisons, Säbelzahntiger und Kurznasenbären, starben am Ende der letzten Eiszeit im Zuge der Quartären Aussterbewelle mit der gleichzeitigen Besiedlung durch den Menschen aus.
Einige Wissenschaftler glauben, dass nicht der Klimawechsel, sondern die Ausrottung durch die Jagd des Menschen bzw. die daraus resultierende Nahrungsknappheit für Raubtiere das Artensterben verursachte.
Neben den Menschen konnten aber der moderne Amerikanische Bison, der Grizzlybär und das Wapiti durch die freiwerdenden ökologischen Nischen Fuß fassen.
Ursprünglich kamen die Hunde (Canidae), die Kamele (Camelidae) und die Pferde (Equidae) nur in der Nearktis vor. Die Paarhuferfamilie der Gabelhornträger (Antilocapridae) blieb stets auf diese Region beschränkt.
Der Gepard entwickelte sich ursprünglich in Nordamerika und kam erst nach Asien und später nach Europa und ist heute vor allem noch in Afrika zu finden.
Auch die Kurznasenbären lebten nur in Nordamerika. Die einzige überlebende Art dieser Familie ist der heute noch in Südamerika lebende Brillenbär.